# Seikima-II
Seikima-II (聖飢魔II, seikimatsu) é uma banda japonesa de heavy metal formada em 1982. Apenas no Japão, eles venderam mais de dez milhões de discos.
De acordo com a mitologia criada pela banda, Seikima-II é um grupo de akumas (demônios) de uma dimensão futurística hiper evoluída chamada Makai ("mundo demoníaco") que pregam na terra uma religião com o fim de conquistar a Terra através do Heavy Metal. Cada membro é um demônio de uma classe hierárquica diferente, com His Excellency Demon Kogure (デーモン小暮閣下, Demon Kogure Kakka) sendo o líder e His Majesty Damian Hamada (ダミアン浜田陛下, Damian hamada heika) sendo o "Príncipe do Inferno". De acordo com a profecia deles, e depois de completar sua conquista do mundo, a banda se separou ao final do século XXI, em 31 de dezembro de 1999 às 23:59h. No entanto, a banda já fez três reuniões limitadas desde que se separaram. Uma delas em 2005 para comemorar seu 20º aniversário e outra em 2010 comemorando seu 25º aniversário com o lançamento de dois álbuns: Akuma Nativity "Songs of the Sword" e Akuma Relativity, que incluiu sua primeira turnê mundial.
Em 2010, foi lançado um álbum de tributo ao Sekima-II intitulado Tribute to Seikima-II: Akuma to no Keiyakusho. Conta com covers feitos por Sex Machineguns, Galneryus, Show-Ya, entre outros.

## Discografia
- Seikima II - Akuma ga Kitarite Heavy Metal (聖飢魔II〜悪魔が来たりてヘヴィメタる, 1985)
- The End of the Century (1986)
- From Hell with Love (地獄より愛をこめて, 1986)
- Big Time Changes (1987)
- The Outer Mission (1988)
- Yūgai (有害, 1990)
- Kyōfu no Restaurant (恐怖のレストラン, 1992)
- Ponk!! (1994)
- Mephistopheles no Shōzō (メフィストフェレスの肖像, 1996)
- News (1997)
- Move (1998)
- Living Legend (1999)